# Abborrgölen, Södermanland
Abborrgölen är en sjö i Nyköpings kommun i Södermanland och ingår i Kilaåns huvudavrinningsområde.